# 家宴
《家宴》是东方飞云国际影视制作的一部当代家庭伦理电视连续剧。本剧主打暖心家庭情感牌，将饮食文化与亲情爱情友情相结合，以饮食文化为出发点，围绕冯家十几口人过年过节时的“家宴”这条线索，用轻松诙谐的剧情引出冯家三代人之间的各种酸甜苦辣，体现了大时代背景下普通民众的真实生活现状。2012年11月8日在北京开机拍摄，2013年1月28日杀青，2014年3月19日在北京卫视、江西卫视、广东卫视晚间黄金档同步首播，3月23日起在湖北卫视播出。

## 主要演员
| 演员   | 角色   | 备注                       |
| 王 刚  | 老冯头 | 国家特一级厨师，淮扬菜大厨 |
| 颜丙燕 | 冯大米 | 冯家大女儿                 |
| 高 虎  | 皮大聪 |                            |
| 朱一龙 | 冯豆子 | 冯家小儿子                 |
| 曾 黎  | 冯小米 | 冯家二女儿                 |
| 戴娇倩 | 冯果果 | 冯家三女儿                 |
| 朱 铁  | 孙 勇  |                            |
| 陶慧敏 | 姑 姑  |                            |
| 王全有 | 郑炒勺 |                            |
| 蒋 恺  | 周 路  |                            |
| 于清斌 | 张志同 |                            |
| 左金珠 | 赵 强  |                            |
| 杨净如 | 美 薇  |                            |
| 王艺曈 | 毛 毛  |                            |
| 王子子 | 萌 萌  |                            |
| 冯 钧  | 扬 扬  |                            |
| 皮露曦 | 玲 玲  |                            |
| 邢琪琦 | 何 驰  |                            |